# Стейлибридж Селтик
ФК «Стейлибридж Селтик» (англ. Stalybridge Celtic Football Club) — английский футбольный клуб из города Стейлибридж, Большой Манчестер, Северо-Западная Англия. В настоящий момент выступает в Премьер-дивизион Северной Премьер-лиги, седьмом по значимости дивизионе системы футбольных лиг Англии.

## Описание

### История
Клуб образован в 1909 году. Возможно раньше - в 1906 году, когда был образован любительский клуб с таким же названием. На протяжении своей длинной истории клуб участвовал и был основателем многих региональных лиг. А в 1992 году впервые попал в Футбольную конференцию. В последующие годы клуб то вылетал, то опять возвращался. В сезоне 2007–08 они заняли 3 место в Северной Конференции и посредством плей-офф пробились в Национальную Конференцию.

### Стадион
Домашние матчи проводит на стадионе «Боуэр Фолд» в Стейлибридже. Стадион вмещает 6500 зрителей, но никогда не был полностью заполнен на футбольном матче, максимальное количество, которое собирал Стейлибридж Селтик около 4000, когда к ним Приезжал Честер. В сезоне 2000-01 был побит рекорд посещаемости Северной Премьер-лиги  когда  Селтик принимал Эмли,тогда было 3500 зрителей. Рекорд продержался до 8 апреля 2014 года, когда 4,152 зрителя пришли посмотреть матч между  Юнайтед оф Манчестер и Чорли.